# Gare de Mayenne
La gare de Mayenne est une gare ferroviaire française fermée située l'ancienne ligne de Caen à Laval, située sur le territoire de la commune de Mayenne, dans le département éponyme en région Pays de la Loire.

## Situation ferroviaire
Établie à 100 m d'altitude, la gare de Mayenne est située au point kilométrique (PK) 322,7 de la ligne de Caen à Laval, entre les gares ouvertes de Laval et Flers.

## Histoire
La gare de Mayenne est inaugurée le 5 novembre 1866, à l’occasion de la mise en service de la section ferroviaire reliant Laval à Mayenne. Ce tronçon, le premier achevé dans le cadre de la ligne Caen-Laval, permet l’intégration de la ville au réseau la Compagnie des chemins de fer de l’Ouest. Une cérémonie de bénédiction des locomotives est organisée le 17 novembre de la même année. À cette époque, le parcours entre Laval et Mayenne exigeait approximativement une heure dans des conditions optimales, tandis que la durée habituelle s’élevait à une heure et vingt minutes.
Durant la Seconde Guerre mondiale, la gare subit de plein fouet les bombardements alliés de 1944, lesquels occasionnèrent des dommages considérables à l’édifice ainsi qu’aux ouvrages attenants, au premier chef le pont de Mayenne, établi sur la ligne ferroviaire reliant Mayenne à Landivy. À l’issue des hostilités, une reconstruction fut entreprise, aboutissant en 1961 à un bâtiment d’une facture résolument fonctionnelle, conforme aux impératifs techniques et esthétiques de l’époque.
Le trafic voyageurs de la gare de Mayenne cessa définitivement le 30 mai 1970, marquant l’interruption des circulations régulières de trains de voyageurs. Le transport des marchandises perdura quant à lui jusqu’en juin 1991, époque à laquelle la ligne fut entièrement désaffectée pour le fret. Enfin, le guichet de vente des billets SNCF ferma ses portes en juin 2017.
Après la cessation de ses activités ferroviaires, l’édifice de la gare est transféré par la municipalité de Mayenne à Mayenne Communauté le 14 octobre 2021. Il fait actuellement l’objet d’une réhabilitation destinée à sa reconversion en un espace dédié à la jeunesse, dont l’inauguration est prévue en septembre 2024. Ce projet architectural et social entend conserver certains vestiges historiques, tels que le comptoir d’accueil et la bascule à bagages, tout en réaffectant les lieux à une vocation nouvelle : un équipement socio-culturel à l’usage des adolescents âgés de 12 à 18 ans.